# Pilia saltabunda
Pilia saltabunda là một loài nhện trong họ Salticidae.
Loài này thuộc chi Pilia. Pilia saltabunda được Eugène Simon miêu tả năm 1902.